# Llista de monuments de Camarasa
Llista de monuments de Camarasa inclosos en l'Inventari del Patrimoni Arquitectònic Català per al municipi de Camarasa (Noguera). Inclou els inscrits en el Registre de Béns Culturals d'Interès Nacional (BCIN) amb la classificació de monuments històrics, els Béns Culturals d'Interès Local (BCIL) de caràcter immoble i la resta de béns arquitectònics integrants del patrimoni cultural català.
| Monument                                                                                                | Protecció    | Estil/època                                | Localització                                     | Coordenades                                          | Codi?         | Imatge |
| --- | ------------ | ------------------------------------------ | ------------------------------------------------ | ---------------------------------------------------- | ------------- | --- |
| Castell de Camarasa                                                                                     | BCIN 594-MH  | Medieval                                   | Camarasa                                         | 41° 52′ 34″ N, 0° 52′ 41″ E / 41.876210°N,0.878012°E | RI-51-0006289 | Castell de Camarasa · Vegeu més fotos d'aquest monument · Carregueu una nova foto d'aquest monument                                              |
| Recinte emmurallat de Camarasa                                                                          | BCIN 595-MH  | Obra popular XIV                           | Camarasa                                         | 41° 52′ 30″ N, 0° 52′ 38″ E / 41.874874°N,0.877129°E | RI-51-0006290 | Recinte emmurallat de Camarasa · Vegeu més fotos d'aquest monument · Carregueu una nova foto d'aquest monument                                   |
| Castell de Llorenç de Montgai                                                                           | BCIN 801-MH  | Romànic IX-X, XII-XIII                     | Camarasa                                         | 41° 52′ 15″ N, 0° 49′ 45″ E / 41.870964°N,0.829155°E | RI-51-0006291 | Castell de Llorenç (Camarasa) · Vegeu més fotos d'aquest monument · Carregueu una nova foto d'aquest monument                                    |
| Castell de Sant Oïsme                                                                                   | BCIN 1835-MH | Romànic XI                                 | Camarasa                                         | 41° 59′ 53″ N, 0° 50′ 41″ E / 41.998061°N,0.844655°E | RI-51-0006292 | Castell de Sant Oïsme (Camarasa) · Vegeu més fotos d'aquest monument · Carregueu una nova foto d'aquest monument                                 |
| Ruïnes de Montaspre, castell de Montaspre, església de Sant Miquel de Montaspre, despoblat de Montaspre |              | Obra popular, romànic XI-XII               | Camarasa A l'oest de l'Ametlla de Montsec        | 42° 01′ 12″ N, 0° 48′ 35″ E / 42.02007°N,0.80959°E   | IPA-21939     | Ruïnes de Montaspre (Camarasa) · Vegeu més fotos d'aquest monument · Carregueu una nova foto d'aquest monument                                   |
| Sant Miquel de Camarasa                                                                                 |              | Romànic XII-XIII                           | Camarasa C. del Dipòsit                          | 41° 52′ 33″ N, 0° 52′ 46″ E / 41.875884°N,0.879322°E | IPA-22153     | Antiga església de Sant Miquel de Camarasa · Vegeu més fotos d'aquest monument · Carregueu una nova foto d'aquest monument                       |
| Església parroquial de Sant Antoni i Sant Jordi de Camarasa                                             |              | Barroc XVIII Mitjan                        | Camarasa Pl. de l'Església                       | 41° 52′ 27″ N, 0° 52′ 38″ E / 41.874277°N,0.877360°E | IPA-22154     | Església parroquial de Sant Antoni i Sant Jordi de Camarasa · Vegeu més fotos d'aquest monument · Carregueu una nova foto d'aquest monument      |
| Casa de la Vila                                                                                         |              | Obra popular                               | Camarasa Pl. Major, 1                            | 41° 52′ 31″ N, 0° 52′ 40″ E / 41.875150°N,0.877713°E | IPA-22155     | Casa de la Vila (Camarasa) · Vegeu més fotos d'aquest monument · Carregueu una nova foto d'aquest monument                                       |
| Escola Dos Rius, Escola Pública                                                                         |              | Noucentisme XX Mitjan                      | Camarasa                                         | 41° 52′ 22″ N, 0° 52′ 32″ E / 41.872828°N,0.875657°E | IPA-22157     | Escola Pública (Camarasa) · Vegeu més fotos d'aquest monument · Carregueu una nova foto d'aquest monument                                        |
| Pont de Camarasa                                                                                        |              | Gòtic                                      | Camarasa Sobre el Segre                          | 41° 52′ 46″ N, 0° 52′ 36″ E / 41.879340°N,0.876782°E | IPA-22158     | Pont de Camarasa · Vegeu més fotos d'aquest monument · Carregueu una nova foto d'aquest monument                                                 |
| Església parroquial de Santa Eulàlia                                                                    |              | Obra popular XV                            | Camarasa Figuerola de Meià                       | 41° 58′ 25″ N, 0° 53′ 20″ E / 41.973652°N,0.888877°E | IPA-22160     | Església parroquial de Santa Eulàlia (Camarasa) · Vegeu més fotos d'aquest monument · Carregueu una nova foto d'aquest monument                  |
| Casa Bonet                                                                                              |              | Obra popular                               | Camarasa C. Major, Figuerola de Meià             | 41° 58′ 28″ N, 0° 53′ 25″ E / 41.974400°N,0.890365°E | IPA-22161     | Casa Bonet (Camarasa) · Vegeu més fotos d'aquest monument · Carregueu una nova foto d'aquest monument                                            |
| Portal de Figuerola de Meià, Portal de Figuerola, Torre de la Inquisició                                |              | Obra popular, romànic XI, XIII, XIX        | Camarasa C. Major, Figuerola de Meià             | 41° 58′ 28″ N, 0° 53′ 25″ E / 41.97441°N,0.89024°E   | IPA-22162     | Portal de Figuerola de Meià (Camarasa) · Vegeu més fotos d'aquest monument · Carregueu una nova foto d'aquest monument                           |
| Església parroquial de Sant Llorenç de Montgai                                                          |              | Barroc XVIII                               | Camarasa Sant Llorenç de Montgai                 | 41° 52′ 08″ N, 0° 50′ 28″ E / 41.869018°N,0.840992°E | IPA-22165     | Església parroquial de Sant Llorenç de Montgai (Camarasa) · Vegeu més fotos d'aquest monument · Carregueu una nova foto d'aquest monument        |
| Carrer de l'Església                                                                                    |              | Obra popular                               | Camarasa Sant Llorenç de Montgai                 | 41° 52′ 09″ N, 0° 50′ 30″ E / 41.869068°N,0.841620°E | IPA-22166     | Carrer de l'Església (Camarasa) · Vegeu més fotos d'aquest monument · Carregueu una nova foto d'aquest monument                                  |
| Plaça de la Font                                                                                        |              | Obra popular                               | Camarasa Pl. de la Font, Sant Llorenç de Montgai | 41° 52′ 08″ N, 0° 50′ 30″ E / 41.868854°N,0.841712°E | IPA-22167     | Plaça de la Font (Camarasa) · Vegeu més fotos d'aquest monument · Carregueu una nova foto d'aquest monument                                      |
| Carrer de la Font                                                                                       |              | Obra popular                               | Camarasa Fontllonga                              | 41° 58′ 14″ N, 0° 51′ 30″ E / 41.970672°N,0.858433°E | IPA-22168     | Carrer de la Font (Camarasa) · Vegeu més fotos d'aquest monument · Carregueu una nova foto d'aquest monument                                     |
| Església de Sant Bartomeu de la Baronia de Sant Oïsme                                                   |              | Romànic XI, XII                            | Camarasa Baronia de Sant Oïsme                   | 41° 59′ 52″ N, 0° 50′ 41″ E / 41.997725°N,0.844735°E | IPA-22172     | Església de Sant Bartomeu de la Baronia de Sant Oïsme (Camarasa) · Vegeu més fotos d'aquest monument · Carregueu una nova foto d'aquest monument |
| Església parroquial de Sant Miquel de Fontllonga                                                        |              | Romànic XI-XIII                            | Camarasa Pl. Major, Fontllonga                   | 41° 58′ 15″ N, 0° 51′ 31″ E / 41.970848°N,0.858669°E | IPA-22173     | Església parroquial de Sant Miquel de Fontllonga (Camarasa) · Vegeu més fotos d'aquest monument · Carregueu una nova foto d'aquest monument      |
| Santuari de laMare de Déu del Remei d'Oroners                                                           |              | Romànic XI                                 | Camarasa Fontllonga - Oroners                    | 41° 59′ 29″ N, 0° 50′ 21″ E / 41.991434°N,0.839092°E | IPA-22174     | Santuari de la Mare de Déu del Remei d'Oroners (Camarasa) · Vegeu més fotos d'aquest monument · Carregueu una nova foto d'aquest monument        |
| Castell de Fontllonga                                                                                   |              | Romànic XI-XIII                            | Camarasa Fontllonga                              | 41° 58′ 18″ N, 0° 51′ 32″ E / 41.971541°N,0.858893°E | IPA-22175     | Castell de Fontllonga (Camarasa) · Vegeu més fotos d'aquest monument · Carregueu una nova foto d'aquest monument                                 |
| Església parroquial de Santa Maria de l'Ametlla                                                         |              | Obra popular, neoclassicisme XV, XIX Inici | Camarasa Fontllonga-l'Ametlla                    | 42° 00′ 48″ N, 0° 49′ 32″ E / 42.013277°N,0.825685°E | IPA-22176     | Església parroquial de Santa Maria de l'Ametlla (Camarasa) · Vegeu més fotos d'aquest monument · Carregueu una nova foto d'aquest monument       |
| Casa Consistorial                                                                                       |              | Obra popular XIX Final                     | Camarasa Fontllonga                              | 41° 58′ 16″ N, 0° 51′ 31″ E / 41.971001°N,0.858572°E | IPA-22177     | Casa Consistorial (Camarasa) · Vegeu més fotos d'aquest monument · Carregueu una nova foto d'aquest monument                                     |
| Arcs de pas                                                                                             |              | Obra popular XIV-XVIII                     | Camarasa Pl. Major - c. Forn - c. Pont de Dalt   | 41° 52′ 31″ N, 0° 52′ 39″ E / 41.87525°N,0.87745°E   | IPA-22178     | Carregueu una nova foto d'aquest monument |
| Antic convent de les Germanes del Sagrat Cor                                                            |              | Obra popular, barroc XVIII                 | Camarasa Pl. Major, 8, Fontllonga                | 41° 58′ 16″ N, 0° 51′ 31″ E / 41.971001°N,0.858572°E | IPA-22179     | Carregueu una nova foto d'aquest monument |
| Plaça Major                                                                                             |              | Obra popular XIV-XVII                      | Camarasa Pl. Major                               | 41° 52′ 30″ N, 0° 52′ 40″ E / 41.875138°N,0.877858°E | IPA-22180     | Plaça Major (Camarasa) · Vegeu més fotos d'aquest monument · Carregueu una nova foto d'aquest monument                                           |
| Església de Santa Maria                                                                                 |              | Romànic XIII                               | Camarasa La Maçana                               | 41° 55′ 43″ N, 0° 53′ 18″ E / 41.928570°N,0.888352°E | IPA-22182     | Església de Santa Maria (Camarasa) · Vegeu més fotos d'aquest monument · Carregueu una nova foto d'aquest monument                               |
| Central de Camarasa                                                                                     |              | Historicisme XX Inici                      | Camarasa Ctra. del Doll                          | 41° 54′ 25″ N, 0° 53′ 23″ E / 41.906879°N,0.889723°E | IPA-22183     | Central de Camarasa · Vegeu més fotos d'aquest monument · Carregueu una nova foto d'aquest monument                                              |
| Pont de la Baronia                                                                                      |              | Arquitectura del ferro XX                  | Camarasa Afores                                  | 42° 00′ 18″ N, 0° 51′ 15″ E / 42.004898°N,0.854120°E | IPA-22184     | Pont de la Baronia (Camarasa) · Vegeu més fotos d'aquest monument · Carregueu una nova foto d'aquest monument                                    |
| Ponts i camí romànic de Terradets                                                                       |              | Romànic XII                                | Camarasa                                         | 42° 02′ 21″ N, 0° 53′ 03″ E / 42.03930°N,0.88426°E   | IPA-22185     | Ponts i camí romànic de Terradets (Camarasa) · Vegeu més fotos d'aquest monument · Carregueu una nova foto d'aquest monument                     |
| Castellot del temps carlí                                                                               |              | Obra popular XIX                           | Camarasa                                         | 41° 52′ 35″ N, 0° 52′ 43″ E / 41.876328°N,0.878623°E | IPA-22186     | Castellot del temps carlí (Camarasa) · Vegeu més fotos d'aquest monument · Carregueu una nova foto d'aquest monument                             |
| Ermita de Sant Jordi                                                                                    |              | Obra popular                               | Camarasa                                         | 41° 53′ 14″ N, 0° 53′ 52″ E / 41.887212°N,0.897843°E | IPA-40109     | Ermita de Sant Jordi (Camarasa) · Vegeu més fotos d'aquest monument · Carregueu una nova foto d'aquest monument                                  |
| Castell de Rúbies i església de Santa Maria                                                             |              | Obra popular, romànic, barroc XI-XX        | Camarasa Rúbies                                  | 42° 01′ 15″ N, 0° 54′ 45″ E / 42.02091°N,0.91246°E   | IPA-41359     | Castell de Rúbies i església de Santa Maria (Camarasa) · Vegeu més fotos d'aquest monument · Carregueu una nova foto d'aquest monument           |